# North Carolina State University

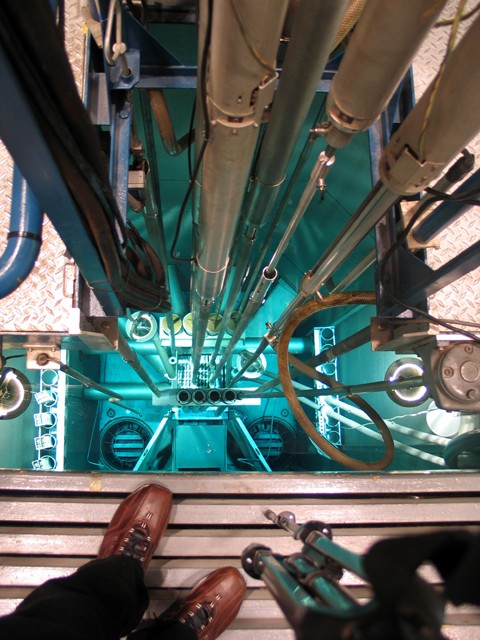
Universitetets forskningsreaktor, Pulstar2.

North Carolina State University är ett universitet i Raleigh i delstaten North Carolina, USA. Universitetet grundades 1887, och fokus låg då på jordbruk, teknik och utbildning inom textilindustrin. Idag har universitetet ett brett program, inklusive meteorologi, skogsbruk, veterinärmedicin, ekonomi, byggnation och lärarutbildning. Den ingår i skolsystemet University of North Carolina.
Vid universitetet fanns 31 130 studenter och 1 845 akademisk personal 2006. Universitetet har en egen kärnforskningsreaktor, Pulstar2, ett bibliotekssystem med 3 530 tusen titlar och 54 000 tidningsabonnemang.
Universitet tävlar med 23 universitetslag i olika idrotter via deras idrottsförening NC State Wolfpack.

## Alumner
| Företagsledare - Robert Gibbs Idrottare - Jorge Alves - Joan Benoit - Tommy Burleson - Kenny Carr - Tim Clark - Ryan Held - Cullen Jones - Caleb Martin - Cody Martin - Pablo Mastroeni - John McCargo - Carl Pettersson - Tab Ramos - Philip Rivers - Carlos Rodón - Dereon Seabron - Terquavion Smith - Dennis Smith Jr. - Thori Staples Bryan - Trea Turner - Russell Wilson | - Ömer Yurtseven Militärer - Raymond T. Odierno - Hugh Shelton Musiker - Scotty McCreery Politiker/offentlig förvaltning - John Edwards - Abdurrahim El-Keib - O. Max Gardner - Jim Hunt - Walter B. Jones - Patrick McHenry - Rajendra Pachauri - Hesham Qandil - W. Kerr Scott Predikanter - Texe Marrs Skådespelare - Brett Claywell - Zach Galifianakis |